# Jaqueline Anastácio
Jaqueline Anastácio (nascida em 9 de Novembro de 1987, em Varginha-MG) é uma jogadora de handebol brasileira, que faz parte da Seleção Brasileira Feminina de Handebol.

## Carreira
Jaqueline Anastácio jogou inicialmente pela Seleção Brasileira Metodista/São Bernardo. Em dezembro de 2010, ela assinou com o clube da primeira divisão húngara Siófok KC. No verão de 2011, a jogadora de defesa mudou-se para o clube da primeira divisão norueguesa Gjøvik HK. Anastácio marcou um total de 92 gols pelo Gjøvik na temporada 2011/12 e foi eleita a melhor estreante da Postenligaen.
Em dezembro de 2012, ela se juntou ao clube da primeira divisão russa GK Dynamo Volgograd. Com Volgograd, ela ganhou o campeonato russo em 2013 e em 2014. Na temporada 2014/15 ela jogou pelo clube da primeira divisão dinamarquesa Ringkøbing Håndbold. A partir de 1º de julho de 2015, ela esteve sob contrato com o clube alemão SG BBM Bietigheim. Em janeiro de 2017, ela se juntou ao clube turco da primeira divisão Kastamonu Artsam Koleji Spor Kulübü. Com Kastamonu, ela venceu o campeonato turco em 2017 e em 2018.
Em 2018, mudou-se para o clube israelense Maccabi Srugo Rishon Lezion. Um ano depois, Anastácio ingressou no clube da primeira divisão romena CS Măgura Cisnădie. Para a temporada 2020/21, mudou-se para o clube da primeira divisão polonesa MKS Lublin. Ela está sob contrato com o clube turco da primeira divisão Yalıkavak Spor Kulübü para a temporada 2022/23.
Jaqueline Anastácio participou da Copa do Mundo de 2009 na China com a seleção brasileira. Ela marcou oito gols durante o torneio. Com o Brasil, ela ganhou o Campeonato Pan-Americano de 2015 e também foi selecionada para o All-Star Team do torneio. No 17° Jogos Pan-Americanos de Toronto, ela ganhou a medalha de ouro.